# Forum Traiani
Forum Traiani (łac. Foritraianensis, wł. Diocesi di Fordongianus) – stolica historycznej diecezji w Italii erygowanej w roku 484, a włączonej w roku 1503 w skład archidiecezji Oristano. 
Współcześnie miejscowość Fordongianus, w prowincji Oristano na Sardynii. Obecnie katolickie biskupstwo tytularne ustanowione w 1968 przez papieża Pawła VI.

## Biskupi tytularni
| Lp. | Biskup                    | Funkcja                                  | Od                | Do                   |
| --- | ------------------------- | ---------------------------------------- | ----------------- | -------------------- |
| 1   | Andrés María Rubio Garcia | biskup pomocniczy Montevideo (Urugwaj)   | 18 maja 1968      | 22 maja 1975         |
| 2   | Edmund Fitzgibbon         | administrator apostolski Warri (Nigeria) | 20 listopada 1975 | 31 sierpnia 1991     |
| 3   | Edgar de Jesús Garcia Gil | biskup pomocniczy Cali (Kolumbia)        | 8 lipca 1992      | 28 października 2002 |
| 4   | Jörg Michael Peters       | biskup pomocniczy Trewiru (Niemcy)       | 9 grudnia 2003    |                      |